# Chondrichthyes
Poissons cartilagineux, Chondrichtyens
Classe
Sous-classes de rang inférieur
- Elasmobranchii
- Holocephali

Les Chondrichthyes (Chondrichtyens en français), communément appelés poissons cartilagineux, sont une classe de poissons caractérisés par des nageoires appariées, des narines appariées, des écailles, un cœur à chambres en série et un squelette constitué de cartilage plutôt que d'os. Cette classe est divisée en deux sous-classes, les Elasmobranchii (requins, raies et poissons-scies) et les Holocephali (chimères).
Au sein de l'infra-embranchement des Gnathostomata, les poissons cartilagineux sont distincts de tous les autres vertébrés à mâchoires.

## Étymologie
Le terme Chondrichthyes dérive du grec ancien χόνδρος / khóndros, « cartilage », et de ἰχθύς / ikhthús, « poisson ». Ce terme vient du fait que le squelette est formé de divers cartilages, sans os calcifié, contrairement à son groupe frère, les ostéichthyens (Osteichthyes), qui ont un squelette osseux.

## Description
Ces poissons possèdent un squelette cartilagineux (le mot grec ancien χόνδρος / khóndros signifiant cartilage) et une peau recouverte d'écailles placoïdes (en forme de dents) appelées denticules. Le cartilage, environ deux fois plus léger que l'os, confère aux Chondrichthyes un squelette léger, ce qui, avec leur foie énorme gorgé de lipides (matière grasse moins dense que l'eau), compense leur flottabilité négative due à l'absence de vessie natatoire. Ils ne sont toutefois pas les seuls poissons pourvus d'un squelette cartilagineux, puisque c'est également le cas des Chondrostéens parmi les Osteichthyes. Le degré de minéralisation des tissus cartilagineux et osseux reflète des adaptations pour des caractéristiques telles que l'équilibre, la flottabilité, la conservation de la température et l'énergie.
Chacune de leurs branchies possède une ouverture propre. Ils ont aussi une paire d'évents. Leur tube digestif possède une valve spiralée. Le système dentaire des chimères est différent de celui des Elasmobranches, leurs dents ne tombent pas, contrairement aux autres espèces de la classe dont les dents tombent et repoussent en continu. Les dents de ces espèces sont souvent les seuls organes calcifiés.
Les chondrichtyens possèdent tous un organe sensoriel capable de détecter les champs électromagnétiques et les gradients de température : les ampoules de Lorenzini.
Ils sont le plus souvent ovipares mais certaines espèces de requins pratiquent la gestation interne, soit sans lien mère-embryon (ovovivipare) soit avec un lien (vivipare).
L'organe de copulation, qui est double, est issu de la transformation des nageoires pelviennes.
Contrairement aux Osteichthyes, les Chondrichtyens ne possèdent pas ou très peu d'os périchondraux (os qui remplace le cartilage et se forme au cours du développement chez les ostéichthyens). En revanche, ils présentent une couche de cartilage calcifié prismatique à la périphérie de leurs pièces squelettiques cartilagineuses. Ils n'ont pas non plus de vessie natatoire, et utilisent l'huile de leur foie pour assurer leur flottabilité.
Les poissons cartilagineux sont très variés en taille avec, entre autres, le Sagre elfe qui mesure 17 cm et le Requin baleine qui lui atteint 18 m de long.

## Classification systématique
Les Chondrichthyens sont divisés en deux sous-classes : la sous-classe des Elasmobranchii (anciennement nommés « Sélaciens »), à laquelle appartiennent les raies, les torpilles et les requins ; et la sous-classe des Holocéphales, à laquelle appartiennent les chimères. Les Holocéphales ont leur mâchoire supérieure complètement rattachée au neurôcrane alors qu'elle ne l'est que partiellement chez les Elasmobranchii.
Les Elasmobranchii sont divisés en deux groupes :
- les Pleurotrèmes qui possèdent des fentes branchiales latérales, tout comme leurs yeux, et leur corps est fusiforme. Parmi ce groupe figurent les requins ;
- les Hypotrèmes dont le corps est aplati dorso-ventralement. Leurs nageoires sont hyperdéveloppées et se rejoignent à la tête. Les fentes branchiales se situent sur le ventre. On y retrouve les raies et les torpilles. Toutefois cette distinction n'est pas phylogénétique, le groupe des raies et des torpilles est apparu au sein d'un des clades de requins.

À noter, le genre éteint de poissons cartilagineux Gladbachus est rattaché aux Chondrichthyes, mais n'a reçu depuis sa découverte aucun classement en termes d'ordre et de famille. La seule espèce connue est Gladbachus adentatus. 

### Liste des sous-classes et ordres
Selon ITIS :
- sous-classe Elasmobranchii -- requins et raies
  - super-ordre Euselachii
- sous-classe Holocephali -- chimères

| Ordres vivants de poissons cartilagineux | Ordres vivants de poissons cartilagineux | Ordres vivants de poissons cartilagineux | Ordres vivants de poissons cartilagineux | Ordres vivants de poissons cartilagineux | Ordres vivants de poissons cartilagineux | Ordres vivants de poissons cartilagineux | Ordres vivants de poissons cartilagineux | Ordres vivants de poissons cartilagineux | Ordres vivants de poissons cartilagineux | Ordres vivants de poissons cartilagineux | Ordres vivants de poissons cartilagineux | Ordres vivants de poissons cartilagineux |
| Groupe                                   | Ordre                                    | Image                                    | Nom commun                               | Autorité                                 | Familles                                 | Genres                                   | Espèces                                  | Espèces                                  | Espèces                                  | Espèces                                  | Note                                     |                                          |
| Groupe                                   | Ordre                                    | Image                                    | Nom commun                               | Autorité                                 | Familles                                 | Genres                                   | Total                                    |                                          |                                          |                                          | Note                                     |                                          |
| ---------------------------------------- | ---------------------------------------- | ---------------------------------------- | ---------------------------------------- | ---------------------------------------- | ---------------------------------------- | ---------------------------------------- | ---------------------------------------- | ---------------------------------------- | ---------------------------------------- | ---------------------------------------- | ---------------------------------------- | ---------------------------------------- |
| Requins galéomorphes                     | Carcharhiniformes                        |                                          | Requin-marteau, roussette, etc.          | Compagno, 1977                           | 8                                        | 51                                       | >270                                     | 7                                        | 10                                       | 21                                       |                                          |                                          |
| Requins galéomorphes                     | Heterodontiformes                        |                                          | Requin dormeur                           | L. S. Berg, 1940                         | 1                                        | 1                                        | 9                                        |                                          |                                          |                                          |                                          |                                          |
| Requins galéomorphes                     | Lamniformes                              |                                          | Grand requin blanc, requin pèlerin, etc. | L. S. Berg, 1958                         | 7 +2 éteintes                            | 10                                       | 16                                       |                                          |                                          | 10                                       |                                          |                                          |
| Requins galéomorphes                     | Orectolobiformes                         |                                          | Requin-chabot, requin-baleine, etc.      | Applegate, 1972                          | 7                                        | 13                                       | 43                                       |                                          |                                          | 7                                        |                                          |                                          |
| Requins squalimorphes                    | Hexanchiformes                           |                                          | Requin-lézard, etc.                      | de Buen, 1926                            | 2 +3 éteintes                            | 4 +11 éteints                            | 6 +33 éteintes                           |                                          |                                          |                                          |                                          |                                          |
| Requins squalimorphes                    | Pristiophoriformes                       |                                          | Requins-scies                            | L. S. Berg, 1958                         | 1                                        | 2                                        | 6                                        |                                          |                                          |                                          |                                          |                                          |
| Requins squalimorphes                    | Squaliformes                             |                                          | Squale noir, aiguillat, etc.             |                                          | 1                                        | 2                                        | 29                                       | 1                                        |                                          | 6                                        |                                          |                                          |
| Requins squalimorphes                    | Squatiniformes                           |                                          | Anges de mer                             | Buen, 1926                               | 1                                        | 1                                        | 23                                       | 3                                        | 4                                        | 5                                        |                                          |                                          |
| Raies                                    | Myliobatiformes                          |                                          | Raie pastenague, raie manta, etc.        | Compagno, 1973                           | 10                                       | 29                                       | 223                                      | 1                                        | 16                                       | 33                                       |                                          |                                          |
| Raies                                    | Pristiformes                             |                                          | Poissons-scies                           |                                          | 1                                        | 2                                        | 5-7                                      | 5-7                                      |                                          |                                          |                                          |                                          |
| Raies                                    | Rajiformes                               |                                          | Raies et raies-guitares                  | L. S. Berg, 1940                         | 5                                        | 36                                       | >270                                     | 4                                        | 12                                       | 26                                       |                                          |                                          |
| Raies                                    | Torpediniformes                          |                                          | Raies électriques                        | de Buen, 1926                            | 2                                        | 12                                       | 69                                       | 2                                        |                                          | 9                                        |                                          |                                          |
| Holocéphales                             | Chimaeriformes                           |                                          | Chimères                                 | Obruchev, 1953                           | 3 +2 éteintes                            | 6 +3 éteints                             | 39 +17 éteintes                          |                                          |                                          | 1                                        |                                          |                                          |

| Taxonomie de Joseph Nelson, 2006 |
| --- |
| Sous-classe Elasmobranchii - †Plesioselachus - †Ordre Squatinactiformes - †Ordre Protacrodontiformes - †Infra-classe Cladoselachimorpha - †Ordre Cladoselachiformes - †Infra-classe Xenacanthimorpha - †Ordre Xenacanthiformes - Infra-classe Euselachii (sharks and rays) - †Ordre Ctenacanthiformes - †Division Hybodonta - †Ordre Hybodontiformes - Division Neoselachii - Sous-division Selachii (modern sharks) - Super-ordre Galeomorphi - Ordre Heterodontiformes (bullhead sharks) - Ordre Orectolobiformes (carpet sharks) - Ordre Lamniformes (mackerel sharks) - Ordre Carcharhiniformes (ground sharks) - Super-ordre Squalomorphi - Ordre Hexanchiformes (frilled and cow sharks) - Ordre Echinorhiniformes (bramble sharks) - Ordre Squaliformes (dogfish sharks) - †Ordre Protospinaciformes - Ordre Squatiniformes (angel sharks) - Ordre Pristiophoriformes (sawsharks) - Sous-division Batoidea (rays) - Ordre Torpediniformes (electric rays) - Ordre Pristiformes (sawfishes) - Ordre Rajiformes (skates and guitarfishes) - Ordre Myliobatiformes (stingrays and relatives) Sous-classe Holocephali - †Super-ordre Paraselachimorpha - †Ordre Orodontiformes - †Ordre Petalodontiformes - †Ordre Helodontiformes - †Ordre Iniopterygiformes - †Ordre Debeeriiformes - †Ordre Eugeneodontiformes - Super-ordre Holocephalimorpha - †Ordre Psammodontiformes* - †Ordre Copodontiformes - †Ordre Squalorajiformes - †Ordre Chondrenchelyiformes - †Ordre Menaspiformes - †Ordre Coliodontiformes - Ordre Chimaeriformes (chimaeras) * position incertaine |